# Богосский хребет
Богосский хребет (в ряде источников упоминается как Богозский) — горный хребет Дагестана. Является частью Богосского горного массива (Дагестанского выступа) в системе Большого Кавказа, — перпендикулярен Главному Кавказскому хребту.

## Расположение
Богосский хребет отходит с юго-запада на северо-восток от Главного Кавказского хребта и тянется от горы Мечикала (высотой 3116) до перевала Хапурда. Длина хребта около 72 км.
Хребет разделяет бассейны Аварского и Андийского Койсу.
Богосский хребет проходит по шести административным единицам Дагестана — Цунтинский район, Тляратинский район, Цумадинский район, Ахвахский район, Шамильский район, Бежтинский участок.
От Богосского хребта отходят:
- Хребты Хема (до 3809 м) и Кад (до 4111 м) — к северо-западу.
- Хребты Керан (до 3375 м), Тлим (до 3769 м), Росода (до 3662 м) и Гамчил (до 3573 м) — к юго-востоку.

## Геология
Богосский массив находится в северо-восточной части мегантиклинория Большого Кавказа.
В строении хребта преобладают мощные толщи глинистых сланцев и песчаников.
Массив является одним из главных поперечных разломов Дагестана.
Рельеф Богосского горного массива характеризуется большой крутизной склонов, каменистостью, скалистостью.

## Флора и фауна
На территории Богосского хребта расположены Бежтинский и Кособско-Келебский заказники.
Животный мир представлен различными ценными видами, такими как медведь, серна, дагестанский тур, улар, куница.
На каменистых склонах Богосского хребта, покрытых в основном ксерофитными кустарниками, субальпийскими и альпийскими лугами произрастает Вероника Борисовой.

## Памятники природы
В пределах Богосского хребта расположены памятники природы, подлежащие охране:
- Многоярусный водопад Ажучи (в окрестностях селения Тинди).
- Сосны, растущие на большом речном камне, грибы-останцы (в окрестностях селений Хуштада и Тинди).
- Ледники Богосского хребта (общей площадью около 20 кв.км.).
- Береза с восьмиметровым обхватом (хутор Квачах).
- Земляной «крокодил» (селение Кванада)

## Исследователи
Одним из первых исследователей Богосского хребта был Густав Радде (1885 года).
Заметный вклад в изучение и описание туристических маршрутов по Богосскому массиву внёс мастер спорта СССР по туризму К. Э. Ахмедханов.

## Вершины
В целом, на Богосе имеется одиннадцать вершин-четырехтысячников, среди них:
- Адалла-Шухгельмеэр (4151 м — высшая точка)[7][8].
- Пик Байдукова
- Пик Чкалова (4150 м)
- пик Белякова